# Scolanthus curacaoensis
Scolanthus curacaoensis is een zeeanemonensoort uit de familie Edwardsiidae. De anemoon komt uit het geslacht Scolanthus. Scolanthus curacaoensis werd in 1924 voor het eerst wetenschappelijk beschreven door Pax. 